# Carreteras estatales de California
Cada carretera estatal en el estado de California es mantenida por el Departamento de Transporte de California (Caltrans) y se el asigna un número de Ruta (oficialmente State Highway Route) en el Código de Calles y Carreteras (Secciones 300-635). La mayoría de estas carreteras están numeras en un sistema estatal, y son conocidas como Ruta Estatal X (abreviadas en inglés como SR-X de State Route). La Red de Carreteras Federales de Estados Unidos están asignadas como US X, y las carreteras interestatales están asignadas como Interestatal X, aunque por lo regular Caltrans usa simplemente Ruta X para todos los tipos de carreteras.
Desde el 1 de julio de 1964, la mayoría de aquellos números de las rutas legislativas, definidos en el Código de Calles y Carreteras, coinciden con los números de los letreros de las rutas. Por otra parte, algunas rutas cortas se les asigna como parte de otras rutas, - por ejemplo, la  Ruta 112 y la Ruta 260 están asignadas de la ruta más larga Ruta Estatal 61, y la Ruta 51 es parte de la Interstate 80 Business.

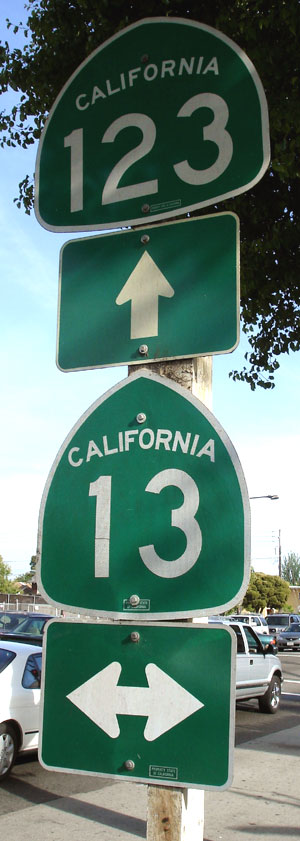
Letreros en la intersección de la SR 123 y la SR 13 en Berkeley.

Las Rutas de negocioss o conocidas en inglés como business route no son mantenidas por el estado a menos que se les asigne un número de ruta legislativa. Sólo unas pocas rutas o secciones de rutas son consideradas como dadas de baja - una nueva alineación se ha construido, o la definición legislativa ha cambiado para omitir la sección, pero el Estado aún mantiene la carretera - y son oficialmente Ruta XU. La Ruta Estatal 14U, una antigua alineación de la Ruta Estatal 14, es la única que está asignada de esa manera. Algunas nuevas alineaciones son consideradas como suplementales y tienen un sufijo de S; Ruta Estatal 86S, un reemplazo de la Ruta Estatal 86 entre aproximadamente tres millas al norte de los límites de los condados de Imperial/Riverside al oeste de Salton Sea y la Interestatal 10 al este de Indio es la única que incluye el sufijo de "S" en su asignación. Ambos tipos de rutas con sufijos son considerados como vía muerta. Las rutas actuales o antiguas sin asignar con sufijos son la Ruta Estatal 156U, asignada como State Route 156 Business que pasa a través de Hollister y la Ruta Estatal 180S, el reemplazo de la autopista de la Ruta Estatal 180 en Fresno (ahora asignada como SR 180).

## Historia

Condados cubiertos por el Club del Automóvil del Sur de California (rojo) y la Asociación del Club Estatal del Automóvil de California (azul).

Las primeras rutas legislativas definidas por en 1909 por el Bono de Carreteras Estatales, fue aprobado por la Legislatura Estatal de California y firmada por el gobernador James Gillett. Estas y otras extensiones al sistema, fueron numeradas secuencialmente, aunque no se colocaron letreros para estas rutas.
La Red de Carreteras Federales de Estados Unidos fueron asignadas por los Oficiales de la Asociación Americana de Carreteras Estatales (AASHO) en noviembre de 1926, pero los postes no fueron puestos en California hasta enero de 1928. Estos letreros se les fueron asignados a algunas rutas legislativas principales en California. Inicialmente, los letreros fueron puestos por el Club del Automóvil del Sur de California (ASCS) y la Asociación del Club Estatal del Automóvil de California (CSAA), en la que ya eran conocidos al poner letreros en trochas nacionales y carreteras locales desde mediados de los años 1900.
En 1934, después de la gran expansión del sistema de carreteras estatales en 1933 por la Legislatura , los números asignados a las rutas de California fueron asignados por la División de Carreteras de California (predecesor de Caltrans). Los Números a los letreros de las rutas de California fueron asignados en un sistema geográfico, completamente independiente de los de las rutas legislativas. Las rutas con números impares empiezan de norte a sur y las rutas con números pares se encuentran de este a oeste. Las rutas fueron divididas entre el Sur de California (ACSC), central y norte de California (CSAA) de la siguiente manera:
- 0 o 1 módulo 4: central (o centro) y norte de California
- 2 o 3 módulo 4: sur de California

Por ejemplo, la Ruta Estatal 1 y la Ruta Estatal 4 estuvieron en el centro y norte de California, y la Ruta Estatal 2 y la Ruta Estatal 3 (desde que fue movida) estuvieron en el Sur de California. Una cuadrícula áspera fue usada dentro de las dos regiones, con los números más grandes - todos menos de 200 (excepto para la Ruta Estatal 740, que estaba relacionada con la Ruta Estatal 74) - en el occidente de California (norte-sur) y cerca de la frontera entre las dos regiones (este-oeste).
Los Números del Sistema de Carreteras Interestatales fueron asignados por la AASHO a finales de 1959. En 1963 y 1964, se hizo una total de renumeración de las rutas legislativas, alineándolas con las de las rutas asignadas. También si hicieron algunos cambios a las de los letreros de las rutas, la mayoría relacionadas con la declasificación de las Rutas Federales (U.S. Routes) en favor a las Interestatales. 
Desde los años 1990, muchas rutas, especialmente en las áreas urbanas, han sido suprimidas y controladas en control local. No todas las ciudades se han preparado para aceptar simultáneamente ese tipo de rutas de Caltrans, por eso muchas fueron declasificadas por parte del sistema estatal a un fragmento a la vez. En el caso del Área de la Bahía de San Francisco, el distrito de Caltrans responsable para esa región se le otorga el permiso para permanecer en las rutas del Sistema de carreteras que transitan en carreteras convencionales (no autovías o vías expresas) a menos que una autovía sea construida para pasar alrededor de una calle.

## Nomenclatura en el inglés californiano
A menudo una diferencia cultural entre el norte y sur de los californianos es que los del Sur tienden a poner "the" ( o la en español) antes de los números de las carreteras (ej. "taking the 5 to L.A." o en español como "tomando la 5 a Los Ángeles ), mientras que los del norte sólo usan el número (ej. "taking 80 to San Francisco") o menos frecuente, con la "I-" en el caso de las interestatales.

## Lista de rutas

### Antiguas rutas federales
- U.S. Route 40
- U.S. Route 40A
- U.S. Route 48
- U.S. Route 60
- U.S. Route 66
- U.S. Route 70
- U.S. Route 80
- U.S. Route 91
- U.S. Route 99

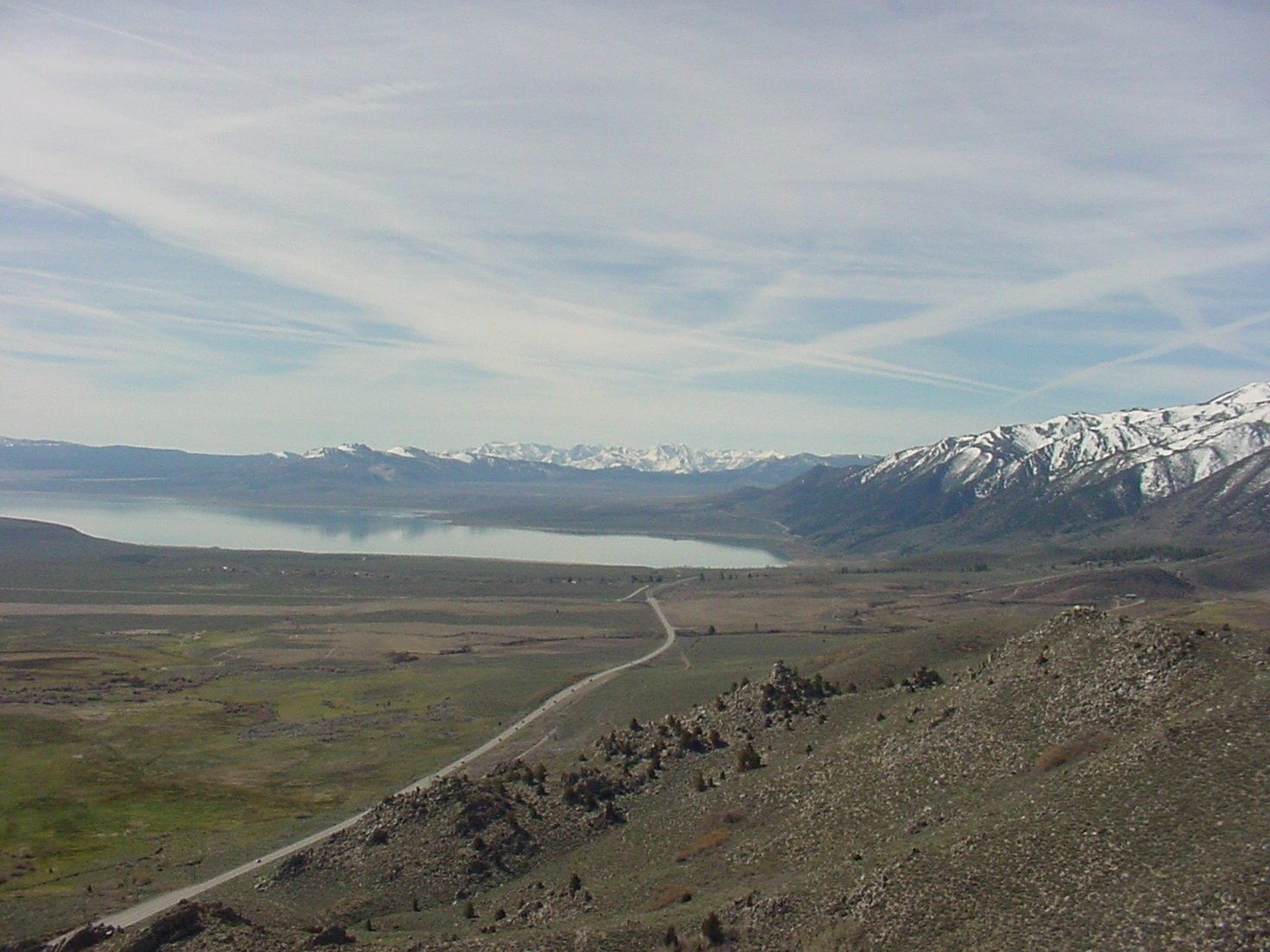
U.S. Route 395 hacia el Sur de Mono Lake.

- U.S. Route 99E (centro de California)
- U.S. Route 99E (norte de California)
- U.S. Route 99W (centro de California)
- U.S. Route 99W (norte de California)
- U.S. Route 101A
- U.S. Route 101 Bypass, Área de la Bahía de San Francisco
- U.S. Route 101 Bypass, condados de Los Ángeles & Orange
- U.S. Route 101E
- U.S. Route 101W
- U.S. Route 299
- U.S. Route 399
- U.S. Route 466